# Зотин, Виктор Гаврилович
Ви́ктор Гаври́лович Зо́тин (род. 4 декабря 1947) — российский дипломат. Чрезвычайный и полномочный посол (2012).

## Биография
Окончил МГИМО МИД СССР (1974). На дипломатической работе с 1974 года.
- В 1994—1996 годах — заместитель директора Третьего департамента Азии МИД России.
- В 1996—1998 годах — заместитель директора Третьего департамента стран СНГ МИД России.
- С 22 января 1998 по 21 марта 2001 года — чрезвычайный и полномочный посол Российской Федерации в Шри-Ланке и Мальдивской Республике по совместительству[1][2].
- В 2001—2006 годах — заместитель директора Третьего департамента стран СНГ МИД России.
- С 14 декабря 2006 по 20 февраля 2012 года — чрезвычайный и полномочный посол Российской Федерации на Ямайке и Доминике по совместительству[3][4][5].
- С 20 декабря 2006 по 20 февраля 2012 года — чрезвычайный и полномочный посол Российской Федерации в Антигуа и Барбуде по совместительству[5][6].
- С 17 января 2007 по 20 февраля 2012 года — чрезвычайный и полномочный посол Российской Федерации в Сент-Люсии по совместительству[5][7].
- С 22 января 2007 по 20 февраля 2012 года — чрезвычайный и полномочный посол Российской Федерации на Сент-Китс и Невис по совместительству[5][8].

## Дипломатический ранг
- Чрезвычайный и полномочный посланник 2 класса (18 сентября 1996)[9]
- Чрезвычайный и полномочный посланник 1 класса (11 марта 2001)[10]
- Чрезвычайный и полномочный посол (10 февраля 2012)[11]